# Qiliania
Qiliania is een geslacht van uitgestorven vogels uit het Vroeg-Krijt van de huidige Volksrepubliek China, behorend tot de Pygostylia. De enige benoemde soort is Qiliania graffini.
In de provincie Gansu werden bij de opgravingen die tientallen skeletten van Gansus opleverden ook twee losse achterpoten van een andere vogel gevonden. Die werden verschillende keren in de literatuur vermeld.
In 2011 benoemden en beschreven Ji Shuan, Jessie Atterholt, Jingmai Kathleen O'Connor, Matthew Lamanna, Jerry Harris, Li Daqing, You Hailu en Peter Dodson de typesoort Qiliania graffini. De geslachtsnaam is afgeleid van het Xiongnu qilian, 'hemel', en betekent dus zoiets als 'de hemelse (vogel)'. De soortaanduiding eert Greg Graffin. Deze man is een paleontoloog en de zanger van de punkband Bad Religion. J.K. O'Connor, die de fossielen in 2009 in haar dissertatie beschreef, is een fan van hem in beide hoedanigheden.
Het holotype CAGS-IG-05-CM-006 (eerder GSGM-F00003) is gevonden in een laag van de Xiagouformatie die dateert uit het Aptien. Het bestaat uit een linkerachterpoot met elementen van de linkerbekkenhelft. Het dijbeen en het bekken liggen los van het onderbeen. Het paratype is CAGS-IG-04-CM-006 (eerder CAGS-IG-04-CM-006), de onderkant van een rechterdijbeen, de tibiotarsus en de bovenste tarsometatarsus. Beide specimina zijn volwassen individuen.
De achterpoot van het holotype is een zeven centimeter lang. In 2011 werden enkele onderscheidende kenmerken vastgesteld. De schacht van het schaambeen is over het onderste kwart naar beneden gebogen. De tibiotarsus, de vergroeiing van het scheenbeen met de bovenste enkelbeenderen, is erg lang en slank, waarbij het nauwste deel van de schacht slechts 5 procent bedraagt van de lengte, terwijl de schacht 35 procent langer is dan het dijbeen. De tibiotarsus toont een unieke combinatie van drie kenmerken: het bovenvlak, dat articuleert met het dijbeen, is rechthoekig en lang van voren naar achteren gemeten, terwijl de crista cnemialis goed ontwikkeld is en er zich een diepe groeve bevindt op de onderste buitenste zijkant van de tibiotarsus. De tarsometatasrus, de vergroeiing van de middenvoet met de onderste enkelbeenderen is ook weer erg lang en slank, met 63% van de lengte van de tibiotarsus.
O'Connor plaatste Qiliania in de Enantiornithes. Andere analyses tonen echter een positie in de Confuciusornithidae. Hoewel verreweg de meeste vogels uit het Onder-Krijt van China enantiornithen zijn, gaf Michael Mortimer voorzichtigheidshalve een plaatsing als Pygostylia incertae sedis.